# Секуринега полукустарниковая
Секурине́га полукуста́рниковая (лат. Securinéga suffruticósa ) — раскидистый двудомный кустарник с многочисленными прямыми тонкими ветвями, высотой до 1,5—3 м; вид рода Секуринега.

## Синонимы
- Acidoton flueggeoides (Müll.Arg.) Kuntze
- Acidoton ramiflorus (Aiton) Kuntze
- Flueggea flueggeoides (Müll.Arg.) G.L.Webster
- Flueggea japonica (Miq.) Pax
- Flueggea trigonoclada (Ohwi) T.Kuros.
- Flueggea trigonoclada (Ohwi) T.Kuros.
- Geblera chinensis Rupr.
- Geblera suffruticosa (Pall.) Fisch. & C.A.Mey.
- Geblera sungariensis Rupr.
- Phyllanthus fluggeoides Müll.Arg.
- Phyllanthus ramiflorus (Aiton) Pers.
- Phyllanthus trigonocladus Ohwi
- Securinega fluggeoides (Müll.Arg.) Müll.Arg.
- Securinega japonica Miq.
- Securinega multiflora S.B.Liang
- Securinega ramiflora (Aiton) Müll.Arg.
- Securinega suffruticosa (Pall.) Rehder
- Securinega suffruticosa var. amamiensis Hurus.
- Xylophylla parviflora Bellardi ex Colla
- Xylophylla ramiflora Aiton

## Ботаническое описание
Раскидистый кустарник, на юге Приморья достигающий 1,5—2 м высоты и около 3 см в диаметре у основании ствола. В возрасте 20 лет у северо-западной границы распространения, у с. Екатерино-Никольского-на-Амуре, секуринега имеет 30—40 см высоты и ежегодно обмерзает почти до основания.
Кора на старых ветвях — серого цвета, молодые побеги — светло-жёлтые.
Листья мелкие, очерёдные, цельные, голые, короткочерешковые, эллиптической или овальной формы, светло-зелёные, длиной 1,5—7 и шириной 0,6—3,5 см.
Цветки однополые, невзрачные, зелёные или жёлто-зелёные; женские (пестичные) цветки одиночные, мужские (тычиночные) расположены пучками. Цветёт в июне — июле.
Плод — трёхгнёздная коробочка с шестью семенами. Семена гладкие, тупо-трёхгранные, с тонкой кожурой, длиной около 2 мм. Плодоносит в сентябре — октябре.

## Распространение и среда обитания
В дикой природе встречается на Дальнем Востоке — в Монголии, Китае, Японии, Корее, на Тайване.
В России — в Приморском и Хабаровском краях и Амурской области. На запад доходит до Нерчинска. В Сибири секуринега редка и все её сборы запрещены.
Растёт на сухих каменистых склонах, обычно у их основания, на скалах, на старых галечниках, чаще небольшими группами или одиночно.
В 1980-х годах растение успешно культивировалось на промышленных плантациях в Краснодарском крае, на юго-западе Украины, в Молдавии, под Москвой.

## Химический состав
Все части растения содержат алкалоиды (в листьях — 0,38—0,8 %, в верхушках стеблей — до 0,19 %), из которых наиболее изучен секуринин (от 0,15 до 0,4 %), он хорошо растворим в этаноле, хлороформе, труднее - в ацетоне, этиловом и петролейном эфирах, трудно растворим в воде; образует соли: нитрат, хлоргидрат, сульфат и пикрат.
В стеблях секуринеги содержатся дубильные вещества, крахмал и аминокислоты — аргинин, глутамин, аланин, пролин, γ-аминомасляная кислота, тирозин, валин, лейцин. Наибольшее количество аминокислот наблюдаются в период интенсивного роста растения. В медицине применяют секуринина нитрат, выделенный из листьев и неодревесневших зеленых веток.

## Фармакологические свойства
Экстракт из листьев секуринеги оказывает возбуждающее действие на сердце кошки In situ и вызывает двигательное возбуждение у ненаркотизированных животных, что обусловлено алкалоидом секуринином(А. Д. Турова, Я. А. Алешкина). Секуринин вызывает у лягушек двигательное возбуждение, напряжение межпальцевых перепонок, учащение дыхания и усиление двигательных рефлексов. Прикосновение к коже приводит к приступу тетанических судорог и остановке дыхания. В промежутках между судорогами ослабляется мышечный тонус, уменьшается напряжение межпальцевых перепонок, восстанавливается дыхание. Приступы судорог учащаются, и развивается тетанус. В дальнейшем состояние животных постепенно приходит к норме или они погибают.
Вызываемые секуринином судороги носят рефлекторный характер и аналогичны стрихниновым судорогам.
Сикуринин менее активен и менее токсичен, чем стрихнин. В дозе 0.05 мг/кг он вызывает у мышей повышение рефлекторной возбудимости и учащение дыхания; подобные симптомы наблюдаются при введении стрихнина в дозе 0.006 мг/кг. Тетанические судороги развиваются при введении секуринина в дозе 0.06 мг/кг, а стрихнина - 0.007 мг/кг, секуринина - 0.07 мг/кг.

## Значение и применение
В качестве лекарственного сырья используют побег секуринеги полукустарниковой (лат. Cormus Securinegae) — слабоодревесневшие верхушки побегов с бутонами, цветками и плодами, которые заготавливают с июня по сентябрь и сушат на воздухе. Содержащийся в побегах секуринин в виде препарата «Секуринина нитрата» применяют как заменитель стрихнина при астенических состояниях, параличах, при гипо- и астенической форме неврастении.
Медоносное растение. Цветки хорошо посещаются пчёлами, обильно выделяют нектар, особенно растения произрастающие на открытых местах. В нектаре одного цветка содержится 1,205—1,450 мг сахара, продуктивность мёда 30—50 кг/га. Из-за узкого распространения относится к медоносам поддерживающего медосбора. В период активной работы на тычиночных цветках пчёлы формируют крупную кремовую обножку.